# Bulgaars honkbalteam

De Bulgaarse vlag.

Het Bulgaars honkbalteam is het nationale honkbalteam van Bulgarije. Het team vertegenwoordigt Bulgarije tijdens internationale wedstrijden.
Het Bulgaars honkbalteam is sinds 1992 aangesloten bij de Europese Honkbalfederatie (CEB), de continentale bond voor Europa van de IBAF.

## Kampioenschappen

### Europese kampioenschap onder-21
Bulgarije deed een keer mee met het Europees kampioenschap honkbal onder-21. Ze behaalde de 6e plaats
| Editie    | 2008 |
| Prestatie | 6e   |

### Europees kampioenschap onder-12
Bulgarije deed twee keer mee met het Europees kampioenschap honkbal onder-12. De bronzen plak is de hoogst behaalde positie.
| Editie    | 2007 | 2009  |
| Prestatie | 6e   | Brons |